# Chubb Limited
Chubb Limited là một công ty bảo hiểm của Mỹ được thành lập tại Zürich, Thụy Sĩ. Là công ty mẹ của Chubb, Chubb Limited cung cấp bảo hiểm tài sản thương mại và cá nhân; bảo hiểm tai nạn và bảo hiểm y tế bổ sung; tái bảo hiểm và bảo hiểm nhân thọ; và là công ty bất động sản được giao dịch công khai lớn nhất trên thế giới. Chubb hoạt động tại 55 quốc gia và vùng lãnh thổ và trong thị trường bảo hiểm Lloyd's ở London. Khách hàng của Chubb bao gồm các tập đoàn đa quốc gia và các doanh nghiệp, cá nhân và công ty bảo hiểm địa phương.